# Saint-Romain-en-Jarez
Saint-Romain-en-Jarez ist eine französische Gemeinde mit 1.209 Einwohnern (Stand: 1. Januar 2022) im Département Loire in der Region Auvergne-Rhône-Alpes. Die Gemeinde gehört zum Arrondissement Saint-Étienne und ist Teil des Kantons Sorbiers (bis 2015: Kanton Rive-de-Gier). 

## Geografie
Saint-Romain-en-Jarez liegt etwa 16 Kilometer nordöstlich vom Stadtzentrum von Saint-Étienne. Hier entspringt der Fluss Coise. Umgeben wird Saint-Romain-en-Jarez von den Nachbargemeinden Larajasse im Norden und Nordwesten, Sainte-Catherine im Norden, Chabanière mit Saint-Didier-sous-Riverie im Nordosten, Saint-Martin-la-Plaine im Osten, Genilac im Südosten, Chagnon und Valfleury im Süden, Saint-Christo-en-Jarez im Südwesten sowie Marcenod im Westen.

## Weblinks

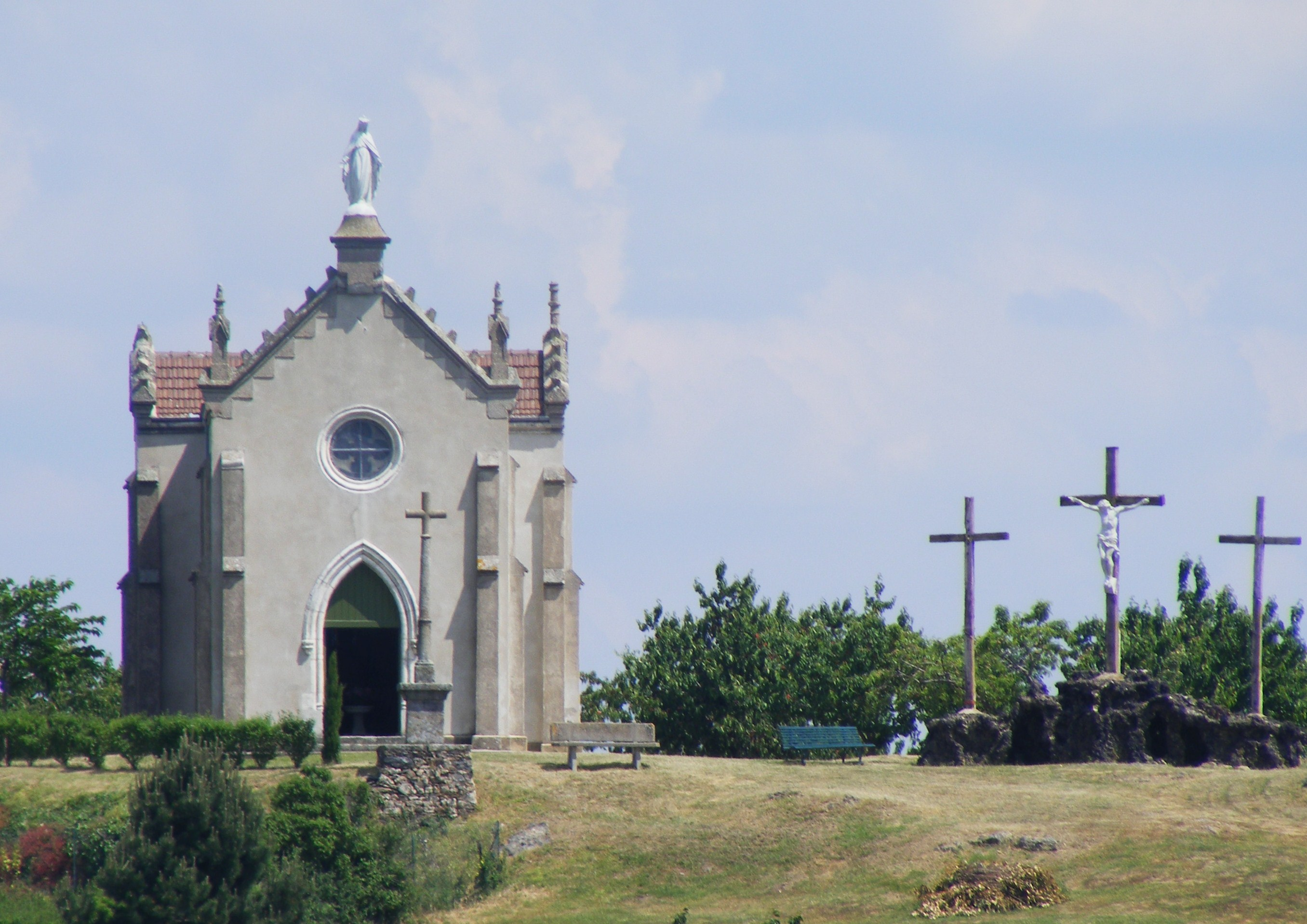
Kapelle von Le Pinay

## Bevölkerungsentwicklung
| Jahr                       | 1962 | 1968 | 1975 | 1982 | 1990 | 1999 | 2006 | 2017 |
| -------------------------- | ---- | ---- | ---- | ---- | ---- | ---- | ---- | ---- |
| Einwohner                  | 783  | 739  | 705  | 767  | 813  | 926  | 1085 | 1226 |
| Quellen: Cassini und INSEE |      |      |      |      |      |      |      |      |

## Sehenswürdigkeiten
- Kirche Saint-Romain
- Kapelle von Le Pinay
- Schloss Senevas